# زيغمونت ويلهلم بيرنبوم
زيغمونت ويلهلم بيرنبوم (بالإنجليزية: Z. W. Birnbaum)‏ هو إحصائي ورياضياتي أوكراني وأمريكي، ولد في 18 أكتوبر 1903 في لفيف في أوكرانيا، وتوفي في 15 ديسمبر 2000 في الولايات المتحدة.